# Ruský Hrabovec
Ruský Hrabovec (rusínsky Руськый Грабовець, maďarsky Nagygereblyés) je obec na Slovensku. Nachází se v Košickém kraji, v okrese Sobrance. Obec má rozlohu 16,82 km² a leží v nadmořské výšce 280 m. Žije zde 292 obyvatel. První písemná zmínka o obci pochází z roku 1567.
V obci má řeckokatolický chrám sv. Velemučedník Jiří. Chrám byl postaven v polovině 19. století. V obci je rovněž pravoslavný chrám.

## Rodáci
- Ivan Mondok (1893–1937), učitel, novinář, politik